# 佐世保市立江迎中学校
佐世保市立江迎中学校（させぼしりつ えむかえちゅうがっこう、Sasebo City Emukae Junior High School）は、長崎県佐世保市江迎町乱橋にある公立中学校。略称「江中」。

## 概要
歴史
1947年（昭和22年）の学制改革の際に新制中学校として創立。1963年（昭和38年）に猪調中学校を統合。2012年（平成24年）に創立65周年、2013年（平成25年）に統合50周年を迎えた。
校訓
「質実剛健」
校章
「中」の文字と学問を表すペン先を組み合わせ、背景にリボンで結んだゲッケイジュを置いている。
校歌
作詞は浦恒一、作曲は有賀長助による。歌詞は3番まであり、各番に校名の「江迎中」が登場する。
校区
「長崎県佐世保市江迎町」全域。小学校区は佐世保市立江迎小学校、佐世保市立猪調小学校。

## 沿革
旧・江迎中学校
- 1947年（昭和22年）
  - 4月1日 - 学制改革（六・三制の実施）が行われる。
    - 江迎国民学校の初等科が改組され、「江迎町立江迎小学校」となる。
    - 江迎国民学校の高等科と青年学校の普通科が改組され、「江迎町立江迎中学校」（新制中学校）が発足。小学校校舎の一部を借用。生徒数は190名。初代校長は徳村博福。
- 1948年（昭和23年）12月29日 - 江迎町大字長坂免51番地に木造新校舎3教室（第1期工事）が完成。
- 1949年（昭和24年）
  - 6月22日 - 木造新校舎3教室（第2期工事）が完成し、移転を完了。
  - 7月1日 - 長崎県立佐世保商工高等学校[2]の定時制江迎分校が併設される。
- 1951年（昭和26年）
  - 4月1日 - 併設の江迎分校が移管により長崎県立佐世保商業高等学校の分校となる。
  - 12月24日  - 木造新校舎（第3期工事）が完成。
- 1953年（昭和28年）
  - 6月5日 - 豪雨により校舎東側のがけが崩れる。
  - 9月 - 復旧工事が完了。
- 1954年（昭和29年）4月22日 - 木造新校舎（第4期工事）が完成。
- 1955年（昭和30年）12月4日 - 校歌を制定。
- 1957年（昭和32年）6月10日 - 校旗を制定。
- 1959年（昭和34年）
  - 2月20日 - 皇太子成婚を記念しツツジ100本を植樹。
  - 9月1日 - 築山が完成。
- 1961年（昭和36年）
  - 4月22日 - 江迎駅で天皇・皇后を奉迎。
  - 5月5日 - 考える人の像を設置。
  - 10月1日 - 新校舎4教室が完成。
- 1962年（昭和37年）
  - 1月13日 - プールが完成。
  - 5月 - 在籍生徒数が最大の565名を記録（翌1963年（昭和38年）も同様）。
- 1963年（昭和38年）
  - 3月31日 - 長崎県立佐世保商業高等学校 定時制江迎分校が廃止される。
  - 8月31日  - 江迎町立猪調中学校を統合（名目上）。
  - 9月1日  - 統合新校舎が完成するまでの間、「江迎町立江迎中学校 江迎校舎」（北緯33度18分19.0秒 東経129度37分58.6秒 / 北緯33.305278度 東経129.632944度）として使用を継続[3]。

旧・猪調中学校
- 1947年（昭和22年）
  - 4月1日 - 学制改革（六・三制の実施）が行われる。
    - 猪調国民学校の初等科が改組され、「江迎町立猪調小学校」となる。
    - 猪調国民学校の高等科と青年学校の普通科が改組され、「江迎町立猪調中学校」（新制中学校）が発足。小学校校舎の一部を借用。生徒数は358名。初代校長は永石一二。
- 1949年（昭和24年）8月 - 木造2階建て校舎を増築。
- 1951年（昭和26年）6月7日 - 田ノ元免148番地に新校舎が完成し、移転を完了。小学校との併設を解消。
- 1957年（昭和32年）3月15日 - 温室が完成。
- 1961年（昭和36年）9月30日 - 生徒急増により講堂兼用4教室が完成。
- 1963年（昭和38年）
  - 3月23日 - 午前3時の出火により10教室を残して校舎を焼失。
  - 4月1日 - 残存校舎10教室と猪調小学校の教室を借用して授業を再開。
  - 5月 - 在籍生徒数が最大の902名を記録する。
  - 8月31日 - 江迎町立江迎中学校への統合により閉校。
  - 9月1日 - 統合新校舎が完成するまでの間「江迎町立江迎中学校 猪調校舎」（北緯33度16分44.7秒 東経129度41分10.5秒 / 北緯33.279083度 東経129.686250度）として使用を継続[4]。

統合・江迎中学校
- 1963年（昭和38年）
  - 9月1日 - 江迎町内の中学校2校が統合され、（新）「江迎町立江迎中学校」が開校。
    - 炭鉱不況による人口減、猪調中学校の火災といった事情により統合されることが決定。
    - 校長には、旧江迎中学校の校長、福山幸男が就任。生徒数1,400名（統合後としては最大）。
    - 統合新校舎が完成するまでの間、旧2校の校舎をそれぞれ「江迎校舎」・「猪調校舎」として使用を継続し、分散授業を実施。

  - 9月22日 - 江迎・猪調両校舎親善運動会が開催される。
  - 10月3日 - 統合校舎の建設に着手。
    - 当初は、北松中央病院裏手の高台に建設される予定であったが、乱橋免皆瀬田原（現在地）に変更された。

  - 11月25日 - 校章を制定。
- 1964年（昭和39年）
  - 3月4日 - 新校歌（現校歌）を制定。
  - 3月31日 - 鉄筋コンクリート造3階建ての統合校舎（第一期工事）が完成（普通教室12、特別教室4）。
  - 12月31日 - 第二期工事が完了。
- 1965年（昭和40年）
  - 1月8日 - 全生徒を収容し、分散授業を解消（旧2校舎を廃止）。
  - 9月1日 - 第三期工事が完了し、鉄筋コンクリート造3階建て校舎（普通教室4、特別教室3））と平屋建ての技術工作教室が完成。
- 1966年（昭和41年）
  - 3月8日 - 中庭に泉水が完成。
  - 9月30日 - 屋内運動場（体育館）が完成。
- 2000年（平成12年）- 新体育館が完成。
- 2010年（平成22年）3月31日 - 市町村合併より、「佐世保市立江迎中学校」（現校名）に改称。
- 2013年（平成25年）9月1日 - 統合50周年記念式典を挙行。
- 2016年度（平成28年度）中 - 新校舎が完成（予定）。

## アクセス
最寄りの鉄道駅
- MR松浦鉄道 西九州線　「高岩駅」

最寄りのバス停
- 西肥自動車（西肥バス）「北松中央病院」バス停

最寄りの国道・県道
- 国道204号
- 長崎県道227号志方江迎線

## 周辺
- 北松中央病院

## 関連事項
- 長崎県中学校一覧
- 佐世保市中学校一覧